# U.S. Route 1
U.S. Route 1 (ou U.S. Highway 1) é uma autoestrada dos Estados Unidos.
Faz a ligação do Sul para o Norte. A U.S. Route 1 foi construída em 1926 e tem 2 390 milhas (3 846 km).

## Principais ligações
US 41 em Miami

 Interstate 26 perto de Columbia

 Interstate 40 em Raleigh

 Interstate 64 em Richmond

 US 50 em Washington, DC

 US 30 em Filadélfia

 Interstate 87 em Nova Iorque

 Interstate 90 em Boston